# دماغه چلیوسکین
دماغه چلیوسکین (روسی: Мыс Челюскина) شمالی‌ترین نقطه کشور روسیه و آفرو-اوراسیاست که در نوک شبه‌جزیره تایمیر، در جنوب سورنایا زملیا در کراسنویارسک روسیه واقع شده‌است.
این دماغه ۱٬۳۷۰ کیلومتر از قطب شمال فاصله دارد. کمی غرب‌تر نیز دماغه وگا قرار دارد.

## نگارخانه

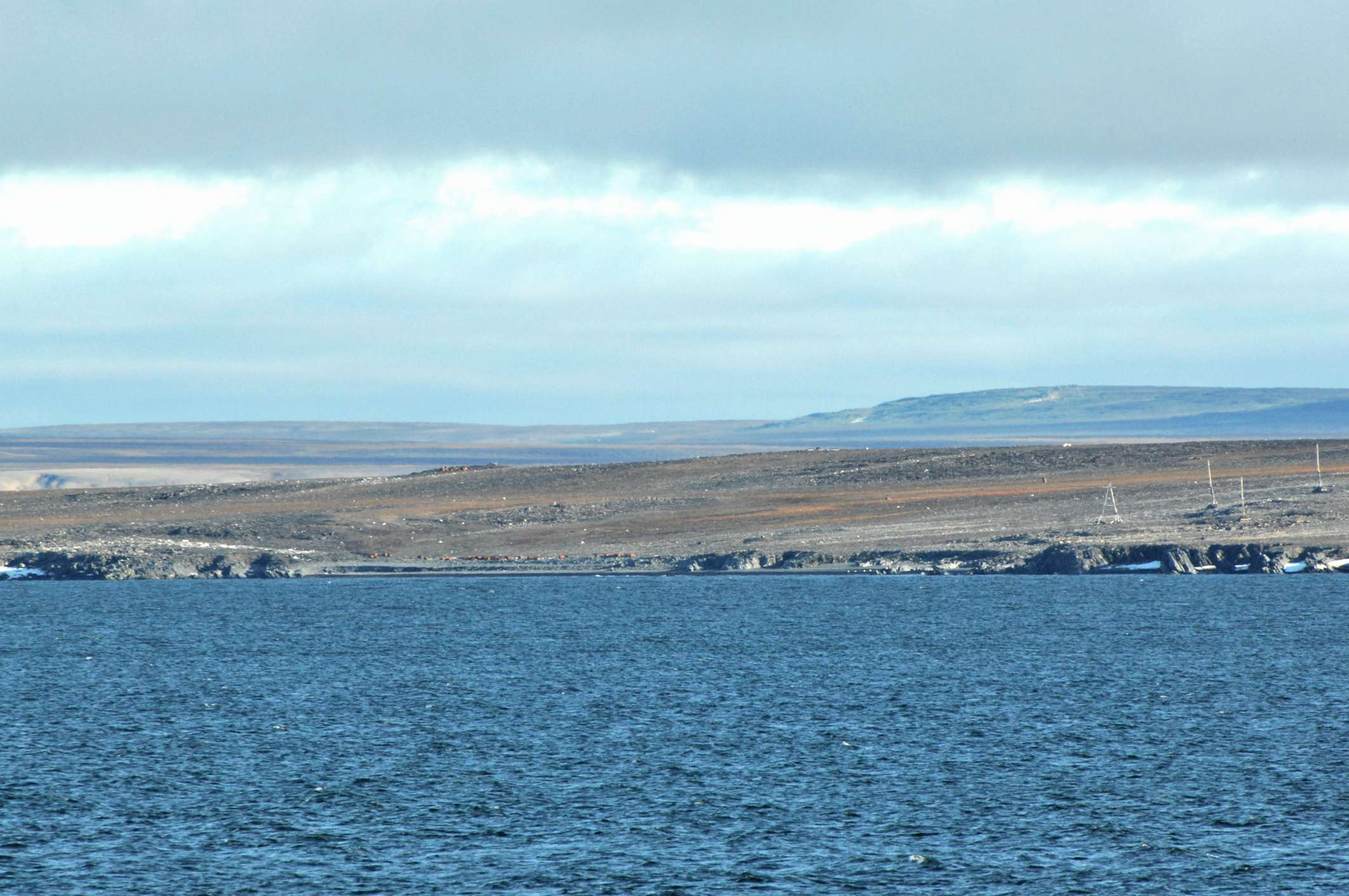
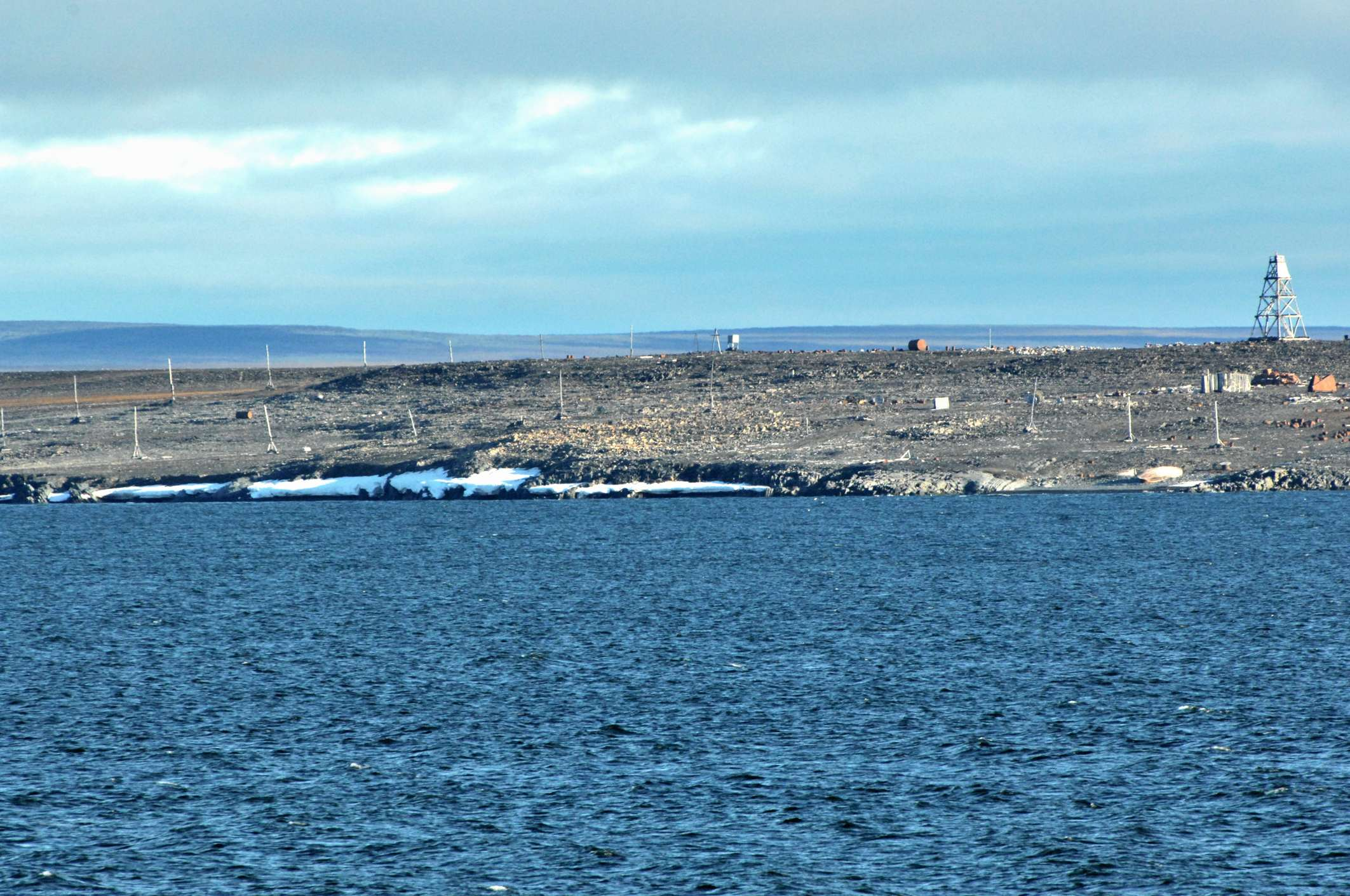
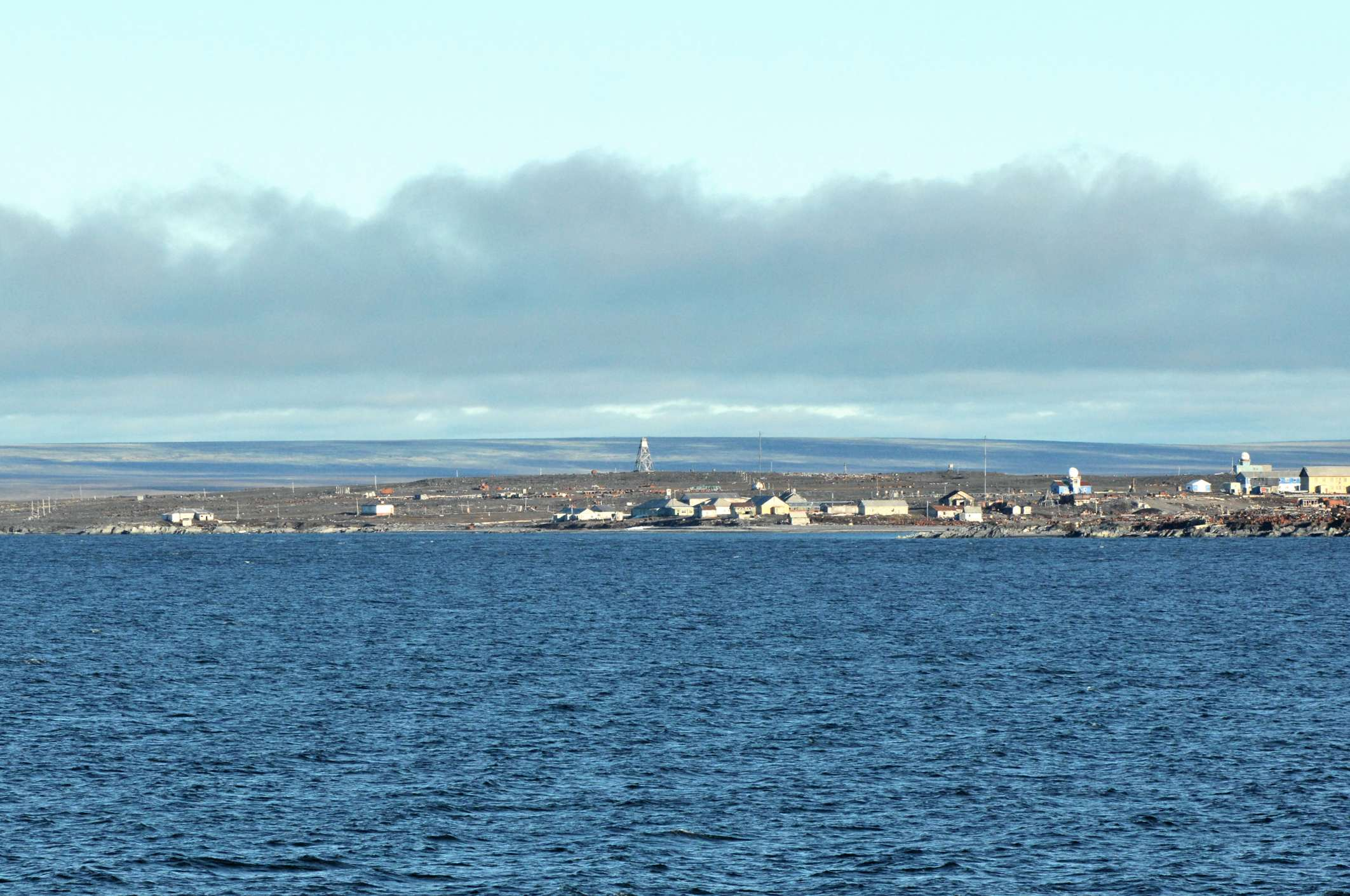
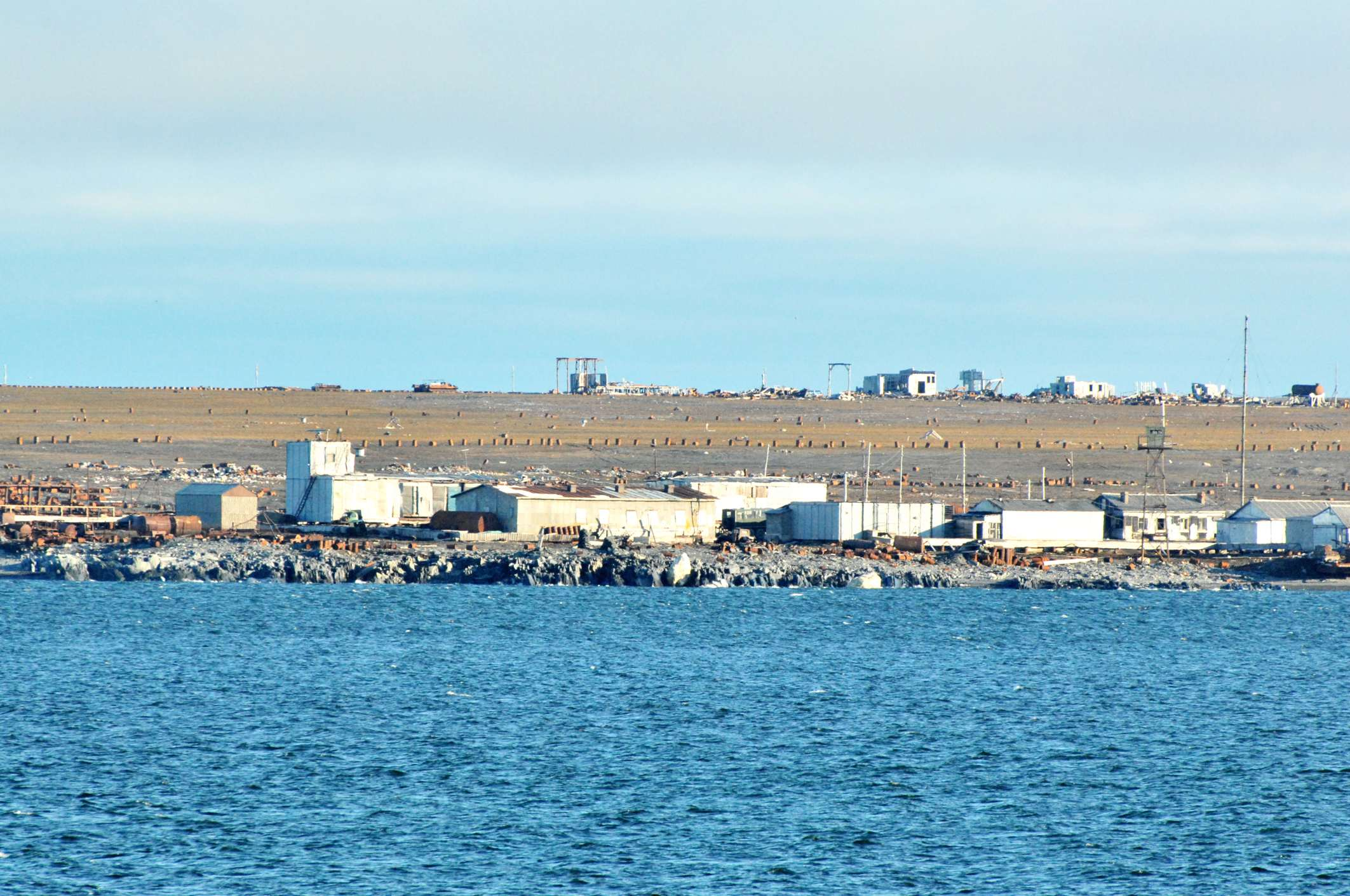
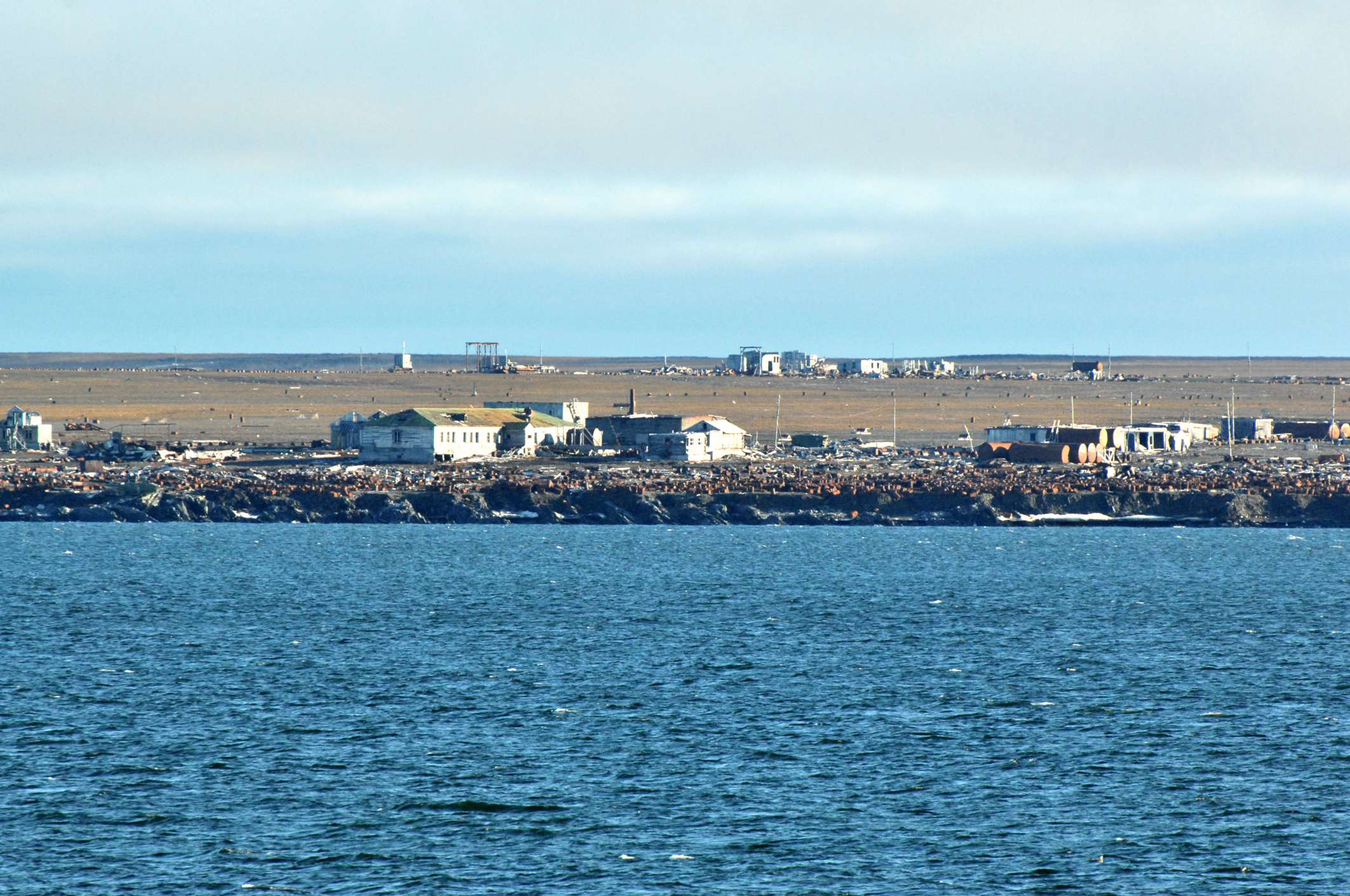
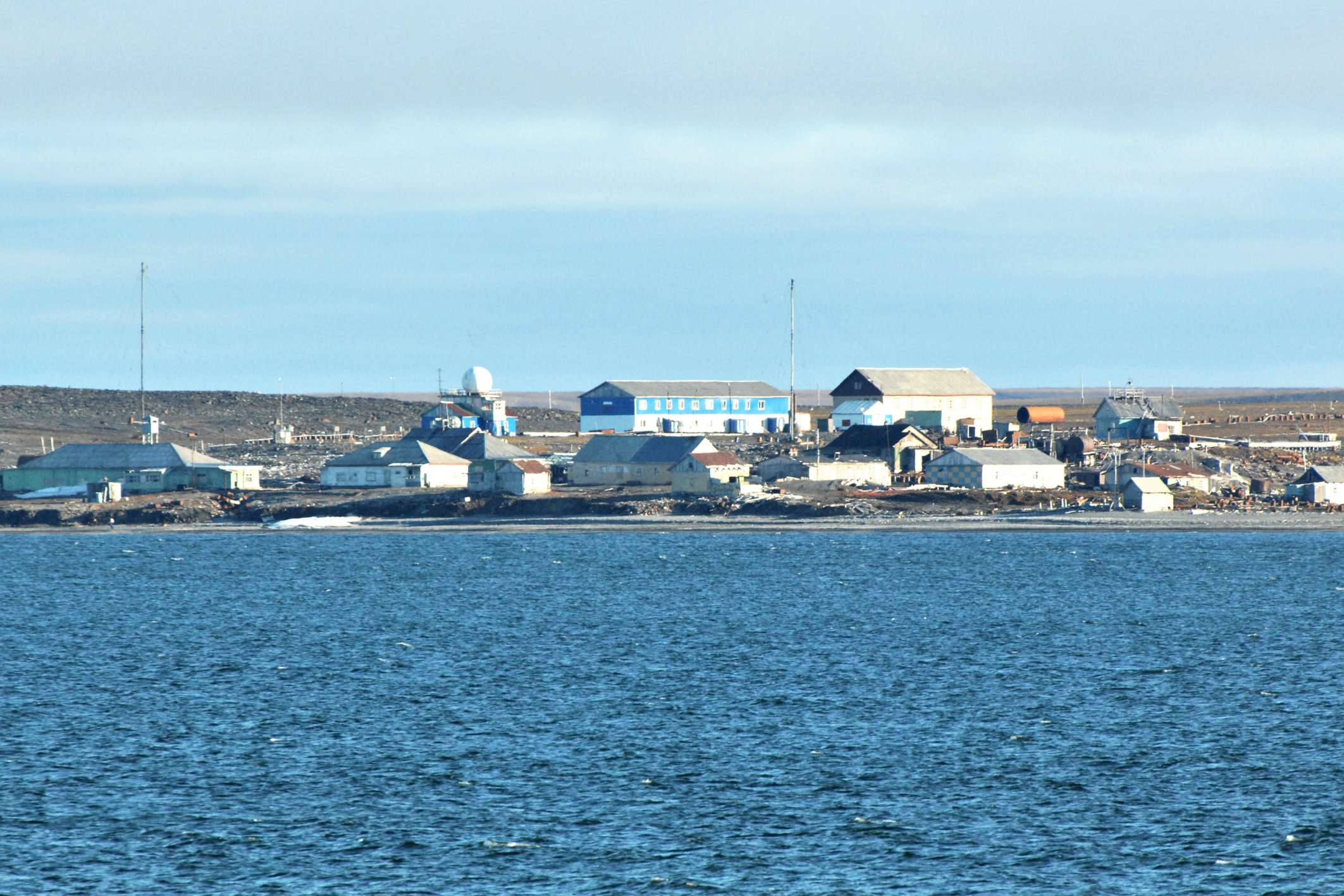

## اقلیم
| داده‌های اقلیم دماغه چلیوسکین             | داده‌های اقلیم دماغه چلیوسکین | داده‌های اقلیم دماغه چلیوسکین | داده‌های اقلیم دماغه چلیوسکین | داده‌های اقلیم دماغه چلیوسکین | داده‌های اقلیم دماغه چلیوسکین | داده‌های اقلیم دماغه چلیوسکین | داده‌های اقلیم دماغه چلیوسکین | داده‌های اقلیم دماغه چلیوسکین | داده‌های اقلیم دماغه چلیوسکین | داده‌های اقلیم دماغه چلیوسکین | داده‌های اقلیم دماغه چلیوسکین | داده‌های اقلیم دماغه چلیوسکین | داده‌های اقلیم دماغه چلیوسکین |
| ماه                                      | ژانویه                       | فوریه                        | مارس                         | آوریل                        | مه                           | ژوئن                         | ژوئیه                        | اوت                          | سپتامبر                      | اکتبر                        | نوامبر                       | دسامبر                       | سال                          |
| ---------------------------------------- | ---------------------------- | ---------------------------- | ---------------------------- | ---------------------------- | ---------------------------- | ---------------------------- | ---------------------------- | ---------------------------- | ---------------------------- | ---------------------------- | ---------------------------- | ---------------------------- | ---------------------------- |
| سابقهٔ بیش‌ترین °C (°F)                    | ۰٫۳ (۳۳)                     | −۰٫۵ (۳۱)                    | −۰٫۴ (۳۱)                    | ۴٫۳ (۴۰)                     | ۸٫۲ (۴۷)                     | ۱۵٫۶ (۶۰)                    | ۲۳٫۳ (۷۴)                    | ۲۱٫۶ (۷۱)                    | ۱۳٫۴ (۵۶)                    | ۵٫۴ (۴۲)                     | −۰٫۳ (۳۱)                    | −۰٫۶ (۳۱)                    | ۲۳٫۳ (۷۴)                    |
| میانگین بیش‌ترین °C (°F)                  | −۲۵ (−۱۳)                    | −۲۵٫۳ (−۱۴)                  | −۲۳٫۵ (−۱۰)                  | −۱۷٫۱ (۱)                    | −۷٫۵ (۱۹)                    | ۰٫۳ (۳۳)                     | ۳٫۵ (۳۸)                     | ۳٫۰ (۳۷)                     | −۰٫۸ (۳۱)                    | −۸٫۹ (۱۶)                    | −۱۷٫۶ (۰)                    | −۲۲٫۷ (−۹)                   | −۱۱٫۸ (۱۰٫۸)                 |
| میانگین روزانه °C (°F)                   | −۲۸٫۲ (−۱۹)                  | −۲۸٫۴ (−۱۹)                  | −۲۷٫۰ (−۱۷)                  | −۲۰٫۵ (−۵)                   | −۹٫۹ (۱۴)                    | −۱٫۳ (۳۰)                    | ۱٫۴ (۳۵)                     | ۰٫۹ (۳۴)                     | −۲٫۶ (۲۷)                    | −۱۱٫۴ (۱۱)                   | −۲۰٫۷ (−۵)                   | −۲۵٫۸ (−۱۴)                  | −۱۴٫۴۶ (۶)                   |
| میانگین کم‌ترین °C (°F)                   | −۳۱٫۶ (−۲۵)                  | −۳۱٫۶ (−۲۵)                  | −۳۰٫۲ (−۲۲)                  | −۲۳٫۶ (−۱۰)                  | −۱۲٫۳ (۱۰)                   | −۲٫۸ (۲۷)                    | −۰٫۱ (۳۲)                    | −۰٫۵ (۳۱)                    | −۴٫۴ (۲۴)                    | −۱۴٫۴ (۶)                    | −۲۴ (−۱۱)                    | −۲۸٫۹ (−۲۰)                  | −۱۷٫۰۳ (۱٫۴)                 |
| سابقهٔ کم‌ترین °C (°F)                     | −۴۸٫۸ (−۵۶)                  | −۴۵٫۸ (−۵۰)                  | −۴۵٫۹ (−۵۱)                  | −۴۱٫۷ (−۴۳)                  | −۲۸٫۹ (−۲۰)                  | −۱۸٫۰ (۰)                    | −۵٫۷ (۲۲)                    | −۱۱٫۲ (۱۲)                   | −۲۱٫۲ (−۶)                   | −۳۳٫۶ (−۲۸)                  | −۴۱٫۹ (−۴۳)                  | −۴۵٫۶ (−۵۰)                  | −۴۸٫۸ (−۵۶)                  |
| بارندگی میلی‌متر (اینچ)                   | ۱۴ (۰٫۵۵)                    | ۱۳ (۰٫۵۱)                    | ۱۳ (۰٫۵۱)                    | ۱۲ (۰٫۴۷)                    | ۱۴ (۰٫۵۵)                    | ۱۴ (۰٫۵۵)                    | ۲۶ (۱٫۰۲)                    | ۳۰ (۱٫۱۸)                    | ۲۳ (۰٫۹۱)                    | ۲۲ (۰٫۸۷)                    | ۱۲ (۰٫۴۷)                    | ۱۲ (۰٫۴۷)                    | ۲۰۵ (۸٫۰۶)                   |
| میانگین روزهای بارانی                    | ۰                            | ۰                            | ۰                            | ۰                            | ۰٫۴                          | ۶                            | ۱۳                           | ۱۳                           | ۶                            | ۰٫۶                          | ۰                            | ۰                            | ۳۸                           |
| میانگین روزهای برفی                      | ۱۶                           | ۱۵                           | ۱۵                           | ۱۵                           | ۲۲                           | ۱۱                           | ۴                            | ۶                            | ۱۶                           | ۲۴                           | ۲۱                           | ۱۷                           | ۱۸۳                          |
| درصد رطوبت                               | ۸۳                           | ۸۳                           | ۸۲                           | ۸۳                           | ۸۶                           | ۹۰                           | ۹۳                           | ۹۴                           | ۹۱                           | ۸۶                           | ۸۴                           | ۸۳                           | ۸۶                           |
| میانگین روزانه ساعت‌های تابش آفتاب        | ۰٫۰                          | ۴٫۰                          | ۱۱۳٫۰                        | ۲۵۲٫۰                        | ۲۱۶٫۰                        | ۱۴۵٫۰                        | ۱۶۱٫۰                        | ۹۵٫۰                         | ۴۳٫۰                         | ۱۵٫۰                         | ۰٫۰                          | ۰٫۰                          | ۱٬۰۴۴                        |
| منبع شماره ۱: pogoda.ru.net              |                              |                              |                              |                              |                              |                              |                              |                              |                              |                              |                              |                              |                              |
| منبع شماره ۲: NOAA (sun only, 1961-1990) |                              |                              |                              |                              |                              |                              |                              |                              |                              |                              |                              |                              |                              |